# SliTaz
SliTaz je GNU/Linux distribucija, koju je 2006. započeo Christophe Lincoln. Distribucija je velika oko 80 MB, a njezina ISO slika 25 MB. Slitaz je danas jedna od najmanjih i najbržih desktop Linux distribucija.

## Povijest
Nakon dvije godine razvoja, distribucija SliTaz 1.0 je objavljena krajem 22. ožujka 2008. SliTaz dijeli mnoge zajedničke ciljeve s distribucijom Damn Small Linux, ali je manji i temelji se na 2.6 (novijem) Linux kernelu.

## Aplikacije
- Web server LightTPD (CGI i PHP podrška)
- Mozilla Firefox
- Alsa mikser, audio player i CD ripper / encoder
- Chat, mail i FTP klijenti
- SSH client i server (Dropbear)
- Database engine (SQLite)
- CD ili DVD alati
- Više od 450 paketa

## Vanjske poveznice
- Službena SliTaz stranica
- HULK - Hrvatska udruga linux korisnika  Arhivirana inačica izvorne stranice od 21. siječnja 2002. (Wayback Machine)

### Recenzije
- Linux.com (engl.)
- Free Software Magazine  Arhivirana inačica izvorne stranice od 5. veljače 2009. (Wayback Machine) (engl.)
- Linux Pro Magazine (engl.)
- Tech Source from Bohol (engl.)
- Distrowatch (engl.)
- Linux Infusion  Arhivirana inačica izvorne stranice od 5. veljače 2009. (Wayback Machine) (engl.)